# Иоанн (римский император)
Фла́вий Иоа́нн (лат. Flavius Iohannes) — император-узурпатор престола Западной Римской империи в 423—425 годах.

## Биография
Гот по происхождению, Иоанн в 423 году был назначен примицерием нотариев (лат. primicerius notariorum) императора Гонория. После смерти Гонория 15 августа 423 года его племянник, император Восточной Римской империи Феодосий II, медлил с выбором преемника. В тот же день в Риме Иоанн объявил себя императором Запада при поддержке полководцев Флавия Аэция и Флавия Кастина, а также провинций Италии, Галлии и Испании.
Перед Иоанном встали серьёзные проблемы. Восстал гарнизон Арелата, убив префекта резиденции галльского претора и начав обсуждение по выбору нового императора. Одновременно комит Африки Бонифаций не признал Иоанна, помешав поставке зерна в Рим. Тогда Иоанн послал войска, чтобы сместить Бонифация, но в борьбу вмешалась Восточная Римская империя. По словам Павла Диакона: «В это время Иоанн, пытаясь отвоевать Африку, которой овладел Бонифаций, оказался не в силах защитить самого себя». В то же время попытка примирения с Феодосием II окончилась неудачей, и последний прогнал послов Иоанна к Пропонтиде. После этого восточный император назначил цезарем, а затем августом на Западе сына сестры Гонория Галлы Плацидии Валентиниана III. Иоанн понял, что без войны он не удержится на престоле, и послал Флавия Аэция к гуннам просить помощи, а сам заперся в Равенне.
Экспедиционные войска Восточной Римской империи под командованием Ардавура и его сына Аспара отплыли из Фессалоник, но в пути их корабли разметал шторм, после чего самого Ардавура, выброшенного на берег вблизи Равенны, взяли в плен сторонники Иоанна. Но Аспар всё же дошёл до Аквилеи, а Иоанн, вместо того чтобы немедленно двинуться против него, решил ждать подхода гуннов, которых, как он предполагал, Аэций приведёт из Центральной Европы. Тем временем пленённый Ардавур занимался тем, что склонял военачальников Иоанна к измене. Кроме того, ему удалось передать Аспару сообщение с просьбой о немедленном наступлении. Войска Аспара, проведённые через болота каким-то пастухом (как утверждали впоследствии, он был самим ангелом Божьим), без сопротивления вошли в ворота Равенны. Там Иоанна арестовали и препроводили в Аквилею, где Галла Плацидия приговорила его к смерти. Ему отрубили правую кисть, посадили на осла и в таком виде выставили в цирке; в мае или июне 425 года он был убит. Все постановления Иоанна был объявлены недействительными.
Краткое правление Иоанна было охарактеризовано терпимостью ко всем религиям. Прокопий Кесарийский так отзывался об Иоанне: «Это был человек кроткого нрава, одарённый разумом, но в то же время способный к решительным действиям».
В правление Иоанна в Риме была выпущена небольшая партия бронзовых монет с сообщением о восшествии его на престол, а чеканка золотых монет производилась в Равенне. На них присутствует не только изображение Иоанна, но и голова Феодосия II, в расчёте на признание его притязаний на престол со стороны восточных властей.

## В культуре
Иоанн стал героем романа Теодора Парницкого «Аэций — последний римлянин».